# Arctium nemorosum
La bardana selvatica (Arctium nemorosum Lej., 1833) è una pianta erbacea angiosperma dicotiledone appartenente alla famiglia delle Asteraceae.

## Etimologia
Il nome Arctium, come tanti altri, fu introdotto nella sistematica da Linneo, ma sicuramente l'origine è più antica. "Arctium" (in greco "arction") vuol dire orso (= "arctos"). Probabilmente si fa riferimento alla villosità e all'aspetto ispido della pianta. L'epiteto specifico nemorosum (dal latino "nemos" = radura, bosco) fa riferimento all'habitat tipico di questa specie.

Il binomio scientifico attualmente accettato è stato proposto dal botanico Alexandre Louis Simon Lejeune (1779–1858) nella pubblicazione "Magasin d'horticulture. Liège" del 1833.

## Descrizione

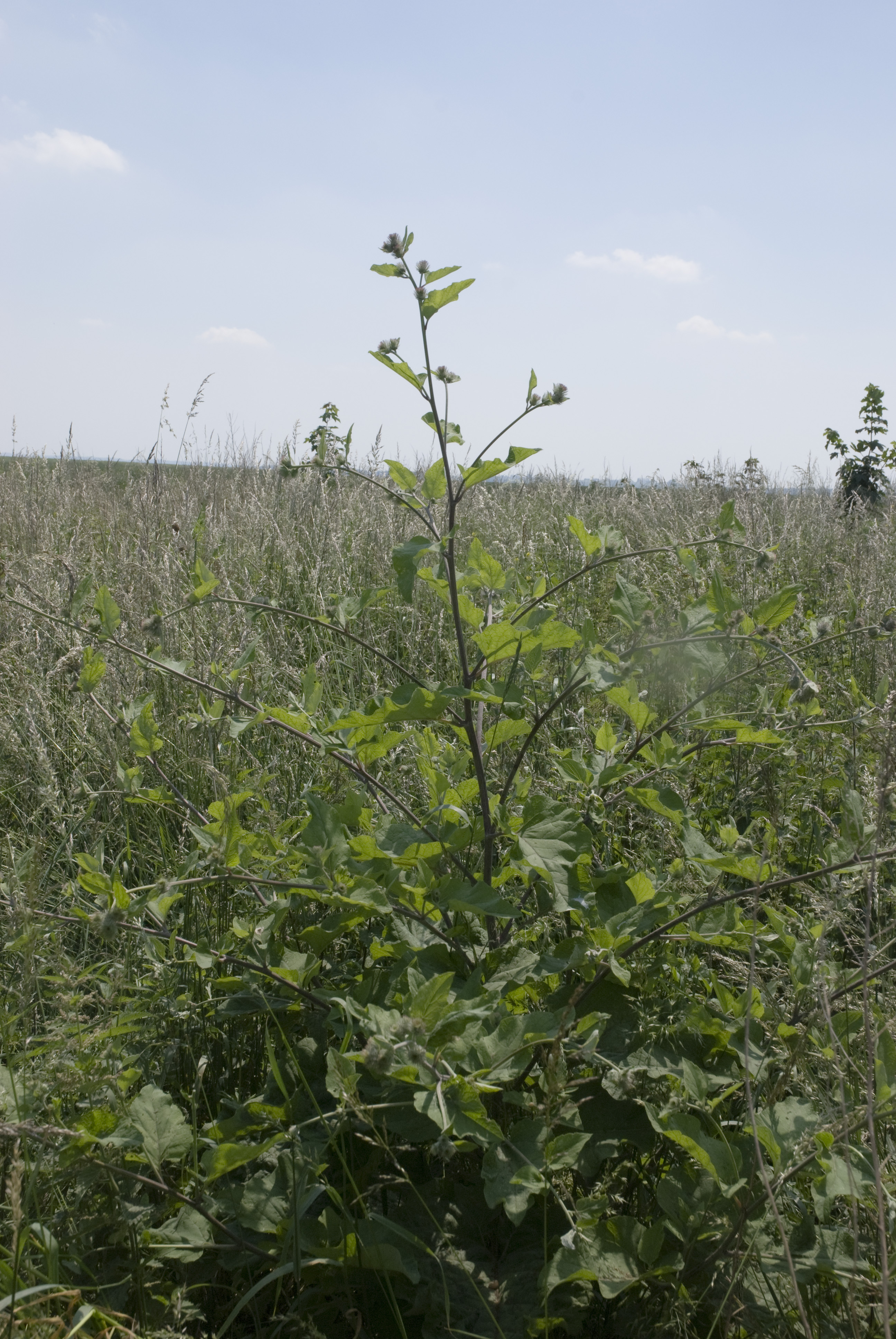
Il portamento

La bardana selvatica è alta da 8 a 25 dm. La forma biologica è emicriptofita bienne (H bienn): si tratta quindi di una pianta a ciclo di sviluppo biennale (nel primo anno si formano solamente le foglie; i fiori si sviluppano nel secondo), mentre la riproduzione avviene tramite gemme poste a livello del terreno. Spesso la forma complessiva della pianta è piramidale e a consistenza robusta. L'altezza varia da 8 a 25 dm.

### Radici
La radice è di tipo fittonante.

### Fusto
- Parte ipogea: la parte sotterranea è un fittone (e quindi il fusto ipogeo è praticamente inesistente).
- Parte epigea: la parte aerea del fusto è eretta, pubescente, ramificata e spesso è arrossata e striata. I rami sono patenti alla base, ma penduli all'apice.

### Foglie

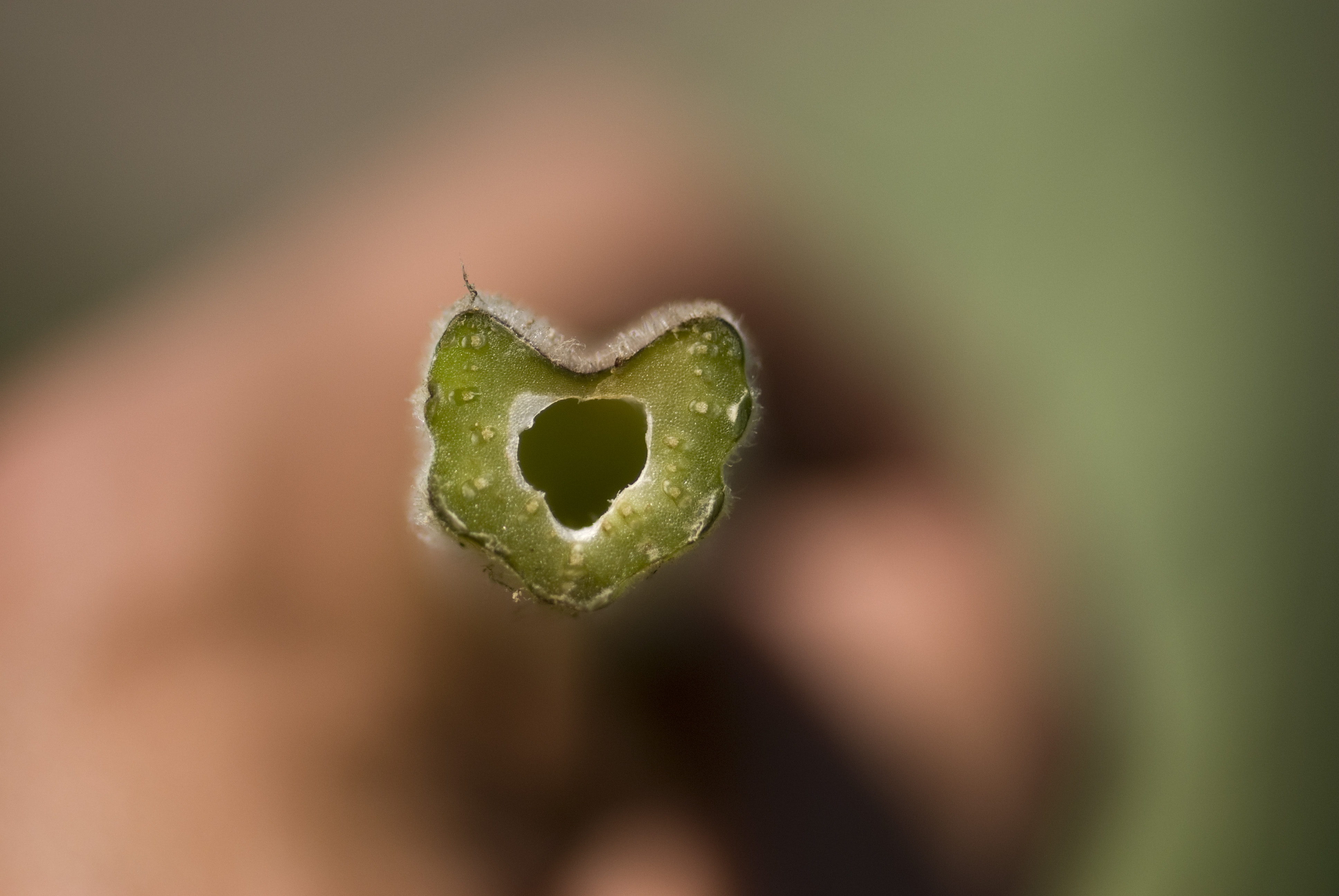
Il picciolo cavo

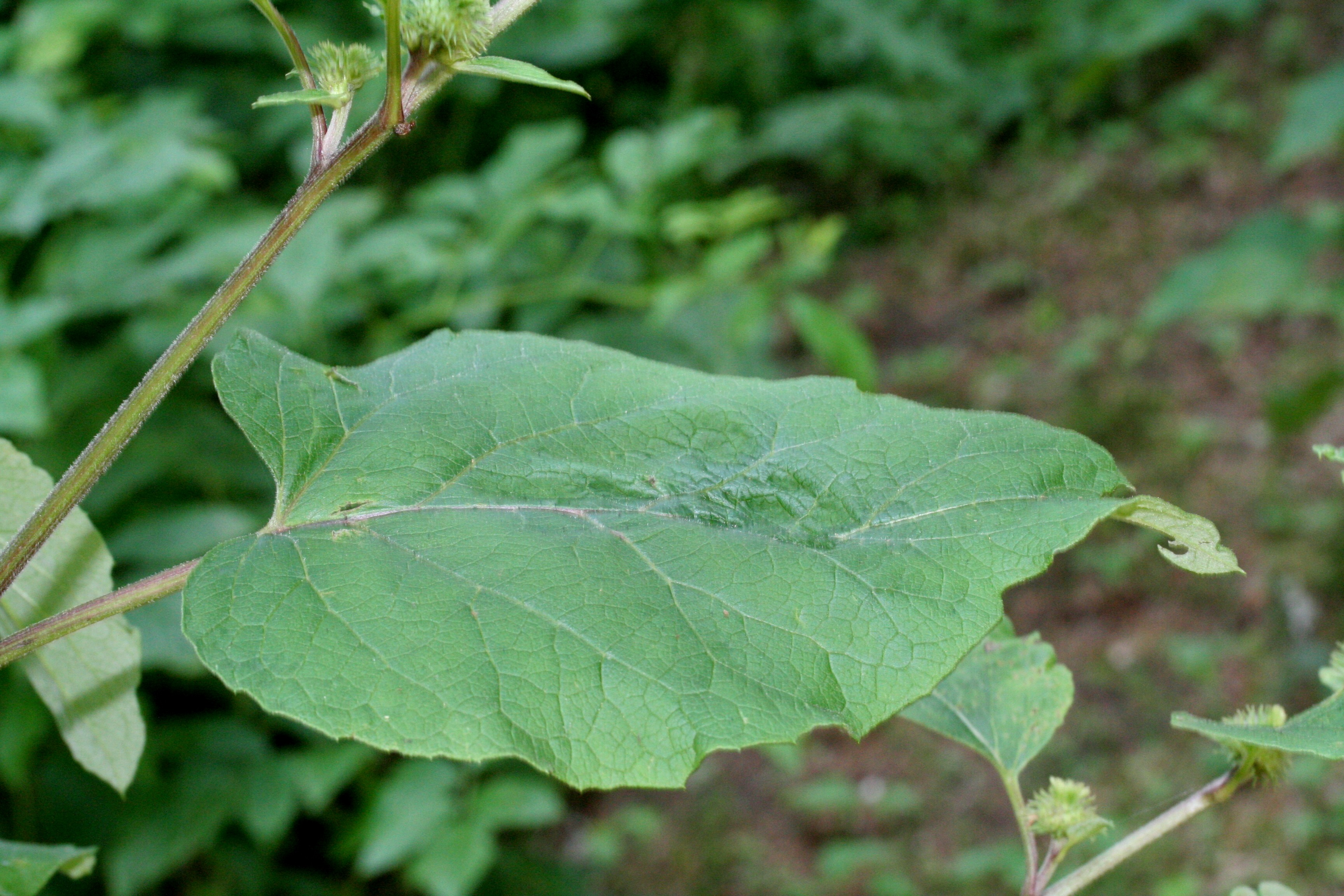
Le foglie
Località: Giardino Botanico Alpino "Giangio Lorenzoni", Pian Cansiglio, Tambre d'Alpago (BL), 1000 m s.l.m. - 16/7/2009

Le foglie sono in genere intere, a lamina allargata e ruvide con bordi grossolanamente dentati e ondulati. Il picciolo è cavo (a volte solo alla base). Sono glabre e verdi nella parte superiore; biancastre e ragnatelose o grigio-tomentose inferiormente. Lunghezza del picciolo: 1 - 3 dm.
- Foglie basali: picciolate a lamina ovale-cuoriforme. Dimensioni: larghezza 2 – 3 cm; lunghezza 3 – 5 cm.
- Foglie cauline: la disposizione delle foglie lungo il caule è alterna; sono sessili e la forma della lamina è lanceolata.

### Infiorescenza

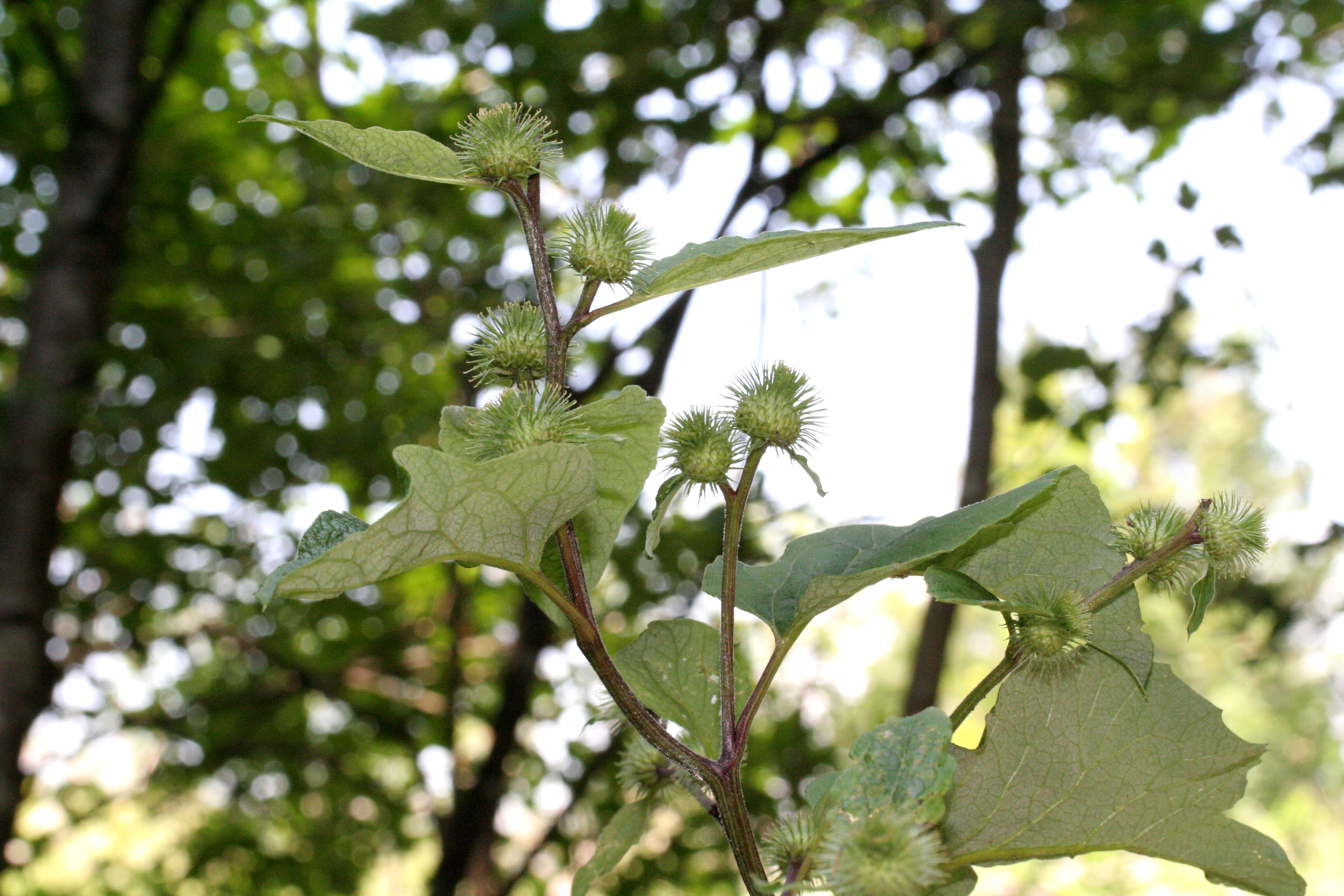
Infiorescenza
Località: Giardino Botanico Alpino "Giangio Lorenzoni", Pian Cansiglio, Tambre d'Alpago (BL), 1000 m s.l.m. - 16/7/2009

L'infiorescenza è costituita da diversi capolino sferici riuniti in corimbi. La struttura dei capolini è quella tipica delle Asteraceae: un peduncolo (o pedicello) sorregge un involucro composto da diverse brattee (o squame) lesiniformi, verdi e sub-glabre disposte su più serie e formanti un riccio di aculei uncinati giallastri all'apice (rossastri appeno sotto), che fanno da protezione al ricettacolo più o meno piano sul quale s'inseriscono i fiori tubulosi. Le squame sono di dimensioni diverse e comunque di poco inferiori ai fiori, i bordi sono finemente seghettati e sono inoltre persistenti. Diametro dei capolini: 3 – 4 cm. Lunghezza dei peduncoli: 1 – 3 cm. Dimensione delle squame: larghezza 1,5 mm; lunghezza 15 mm.

### Fiore
I fiori sono tutti del tipo tubuloso (il tipo ligulato, i fiori del raggio, presente nella maggioranza delle Asteraceae,  qui è assente), sono ermafroditi, attinoformi, tetra-ciclici (con quattro verticilli: calice – corolla – androceo – gineceo) e pentameri (ossia sia il calice che la corolla sono composti da cinque elementi).
- Formula fiorale:

- /x K {\displaystyle \infty }, [C (5), A (5)], G 2 (infero), achenio

- Calice: i sepali del calice sono ridotti ad una coroncina di squame.
- Corolla: la corolla ha una forma cilindrica terminante con 5 denti; il colore è purpureo. Lunghezza dei fiori: 15 mm.
- Androceo: gli stami sono 5 con filamenti liberi e glabri; le antere sono saldate fra di loro e formano un manicotto circondante lo stilo.
- Gineceo: l'ovario è infero e uniloculare formato da 2 carpelli; lo stilo è unico con uno stimma terminale bifido e glabro (è presente solamente un ciuffo di peli all'apice dello stilo).
- Fioritura: da luglio a settembre.

### Frutti
Il frutto è un achenio di pochi millimetri (8 – 11 mm) di colore scuro. Il pappo presenta una coroncina di brevi setole.

## Biologia
- Impollinazione: l'impollinazione avviene tramite insetti (impollinazione entomogama tramite farfalle diurne e notturne).
- Riproduzione: la fecondazione avviene fondamentalmente tramite l'impollinazione dei fiori (vedi sopra).
- Dispersione: i semi cadendo a terra sono successivamente dispersi soprattutto da insetti tipo formiche (disseminazione mirmecoria). In questo tipo di piante avviene anche un altro tipo di dispersione: zoocoria. Infatti gli uncini delle brattee dell'involucro si agganciano ai peli degli animali di passaggio disperdendo così anche su lunghe distanze i semi della pianta.

## Distribuzione e habitat

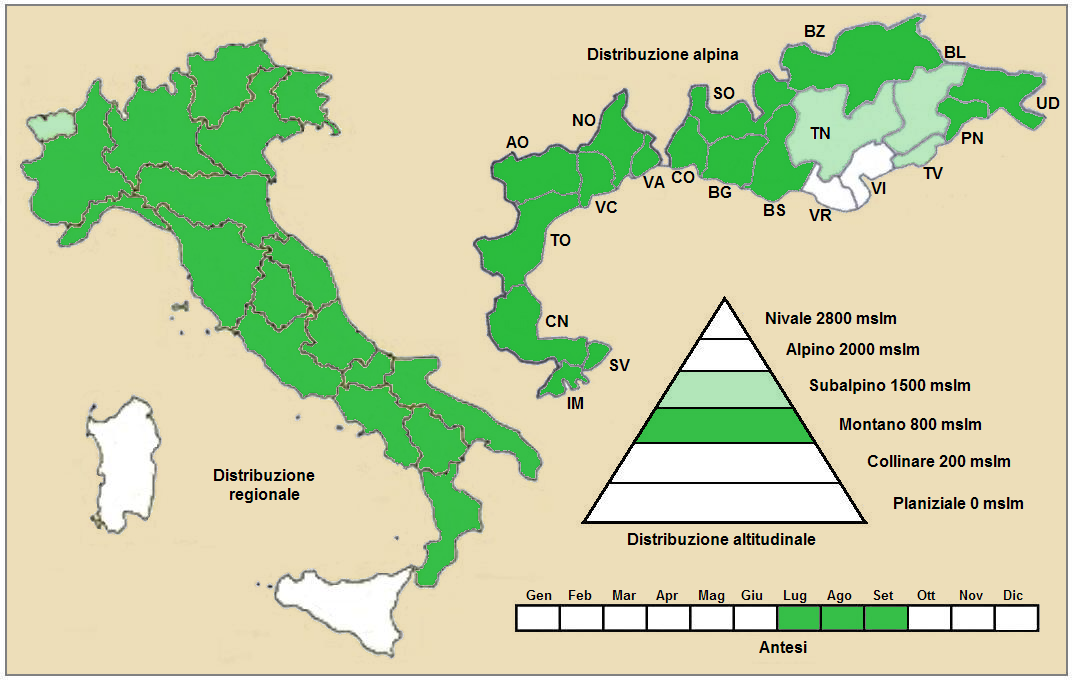
Distribuzione della pianta
(Distribuzione regionale – Distribuzione alpina)

- Geoelemento: il tipo corologico (area di origine) è Europeo (Sub-Atlantico).
- Distribuzione: in Italia questa specie è considerata rara, ma si trova ovunque (esclusa la Sardegna). Nelle Alpi è quasi ovunque presente (sia sul versante italiano che oltreconfine). Sui vari rilievi europei si trova nella Foresta Nera, Massiccio del Giura, Monti Balcani e Carpazi.[9] Questa specie è presente solamente in Europa.[10]
- Habitat: l'habitat tipico per questa pianta sono i boschi umidi (faggete, pioppeti, frassineti, ontaneti e saliceti), le schiarite forestali, i sentieri boschivi e i boschi cedui; ma anche arbusteti meso-termofili.  Il substrato preferito è calcareo ma anche calcare/siliceo con pH basico-neutro, alti valori nutrizionali del terreno che deve essere mediamente umido.
- Distribuzione altitudinale: sui rilievi queste piante si possono trovare da 100 fino a 1.500 m s.l.m.; frequentano quindi i seguenti piani vegetazionali: montano e parzialmente quello subalpino.

### Fitosociologia
Dal punto di vista fitosociologico Arctium nemorosum appartiene alla seguente comunità vegetale:
Formazione: delle comunità delle macro- e megaforbie terrestri;
Classe: Epilobietea angustifolii
Ordine: Atropetalia bella-donae
Alleanza: Atropion

## Tassonomia
La famiglia di appartenenza di questa voce (Asteraceae o Compositae, nomen conservandum) probabilmente originaria del Sud America, è la più numerosa del mondo vegetale, comprende oltre 23.000 specie distribuite su 1.535 generi, oppure 22.750 specie e 1.530 generi secondo altre fonti (una delle checklist più aggiornata elenca fino a 1.679 generi). La famiglia attualmente (2021) è divisa in 16 sottofamiglie.

### Filogenesi
Il genere Arctium (con 44 specie, 4 delle quali nella flora spontanea italiana) appartiene alla sottotribù Arctiinae (in precedenza era descritto nel gruppo tassonomico informale Arctium-Cousinia Group) (tribù Cardueae, sottofamiglia Carduoideae). In natura esistono inoltre molti ibridi in quanto le singole specie sono interfertili.

Il numero cromosomico di A. nemorosum è: 2n = 34 e 36.

Il basionimo per questa specie è: Arctium lappa L. subsp. nemorosum (Lej.) P.D.Sell, 2006

### Ibridi
Al Nord dell'Italia e nell'Appennino Settentrionale si possono trovare degli ibridi con Arctium minus (Hill) Bernh..

Nell'elenco seguente sono indicati alcuni ibridi interspecifici:
- Arctium × cimbricum (E.H.L. Krause) Hayek, 1928 - Ibrido con Arctium lappa
- Arctium × maassii (M. Schulze) Rouy, 1905 - Ibrido con Arctium minus
- Arctium × neumanii Rouy, 1905 - Ibrido con Arctium tomentosum

### Sinonimi
Questa entità ha avuto nel tempo diverse nomenclature. L'elenco seguente indica alcuni tra i sinonimi più frequenti:
- Arctium glabrescens Klokov
- Arctium maassii (M.Schultze) Rouy
- Arctium intermedium Lange, 1861, non Bab.
- Arctium macrospermum (Walbr.) Dalla Torre & Sarnth.
- Arctium majus Bernh. subsp. intermedium (Lange) Nyman, 1879
- Arctium majus Bernh. subsp. nemorosum (Lej.) Rouy
- Arctium minus Bernh. subsp. nemorosum (Lej.) Syme
- Arctium nemorosum subsp. nemorosum
- Arctium nemorosum var. nemorosum
- Arctium nemorosum fo. mathei Soó
- Arctium nemorosum fo. nemorosum
- Arctium newbouldii (F.N.Williams) Druce
- Arctium pubens var. microcephalum Math
- Arctium vulgare Auct. Ital.
- Lappa nemorosa (Lej.) Körn.
- Lappa officinalis

### Specie simili
- Arctium lappa L. - Bardana maggiore: è più grande e più vigorosa della bardana minore (i capolini hanno dimensione di 3 – 4 cm); inoltre le foglie sono più larghe e i rami superiori si presentano con una configurazione corimbosa.
- Arctium minus (Hill) Bernh. - Bardana minore: è meno grande e meno vigorosa della bardana maggiore (i capolini hanno dimensione di 1-2 centimetri). Inoltre le foglie sono più strette
- Arctium tomentosum Miller - Bardana lanuta: la caratteristica più rilevante è nell'involucro: le squame esterne sono uncinate, mentre quelle interne sono con punte diritte.

## Altre notizie
La bardana selvatica in altre lingue viene chiamata nei seguenti modi:
- (DE)  Hain-Klette
- (FR)  Bardane des bois
- (EN)  Lesser Burdock